# Castelnuovo (Teolo)
Castelnuovo è una frazione del comune di Teolo, situata nella provincia di Padova, nella regione italiana Veneto. Questo piccolo borgo si trova nel cuore dei Colli Euganei, una zona collinare di origine vulcanica nota per i suoi paesaggi pittoreschi e la ricca biodiversità.

## Geografia

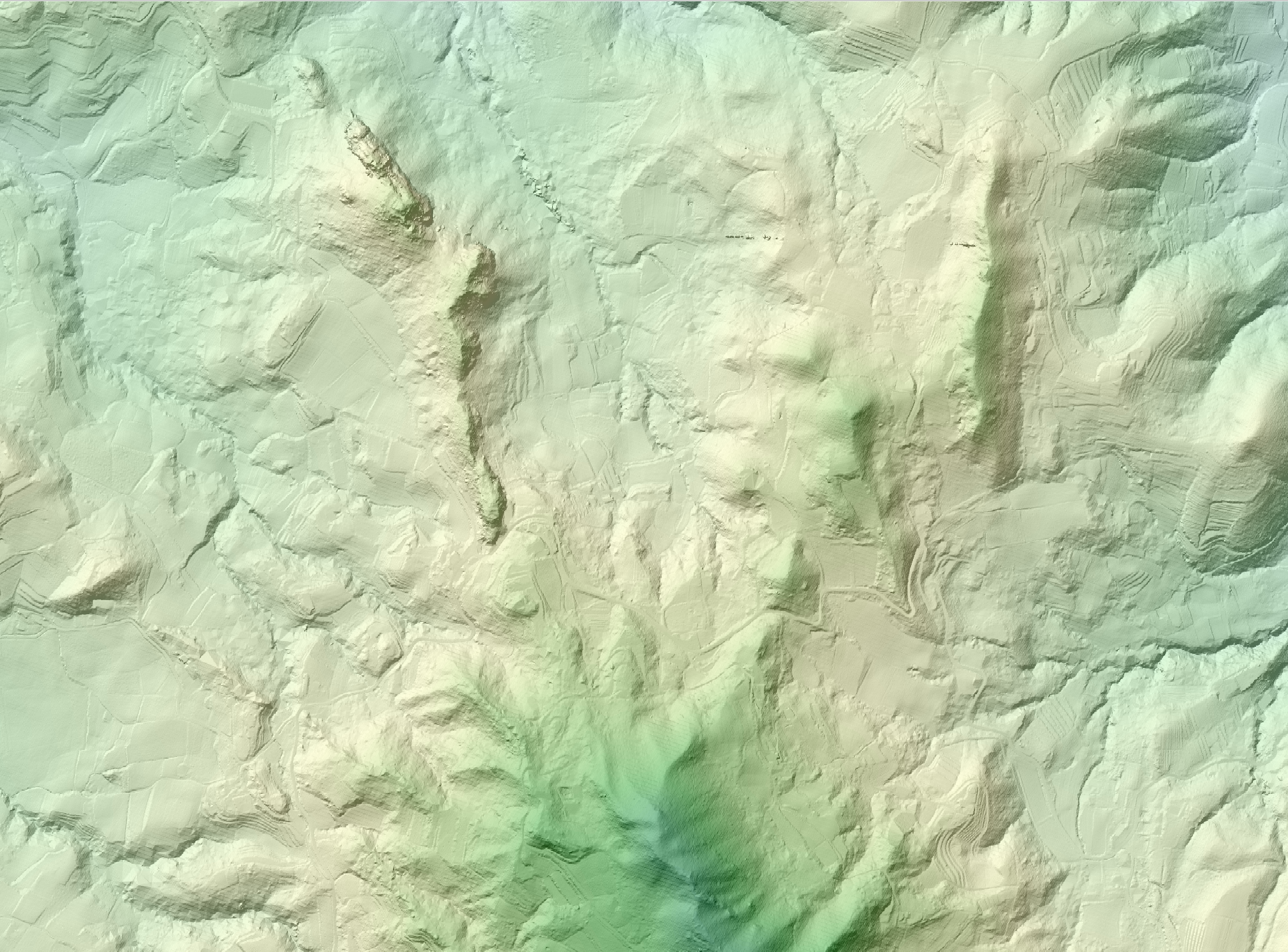
Foto aerea LIDAR di Castelnuovo, Teolo

Castelnuovo si trova a 2,16 chilometri dal centro di Teolo ed è situato a un'altitudine di circa 180 metri sul livello del mare. In linea d’aria, dista 4,22 chilometri dal centro del comune di Teolo e 17,09 chilometri dalla città di Padova. La sua posizione offre viste panoramiche sulla pianura padovana e sui colli circostanti. La frazione è circondata da vigneti, oliveti e boschi, che contribuiscono a creare un ambiente naturale di grande bellezza.

## Storia

### Epoca romana
Per quanto concerne il periodo romano non vi sono al momento testimonianze archeologiche o scritte attinenti nello specifico il territorio di Castelnuovo di Teolo. È stato tuttavia ritrovato un cippo confinario nei pressi di Teolo nella via che porta a Castelnuovo. Tale reperto testimonia un intervento da parte del console Lucio Cecilio, impegnato a risolvere problematiche riguardanti i confini tra le città di Padova ed Este. Vanno inoltre segnalate alcune iscrizioni funerarie databili alla metà del I secolo d.C., scoperte presso l'Abbazia di Praglia nel XVII secolo. 

### Epoca medievale

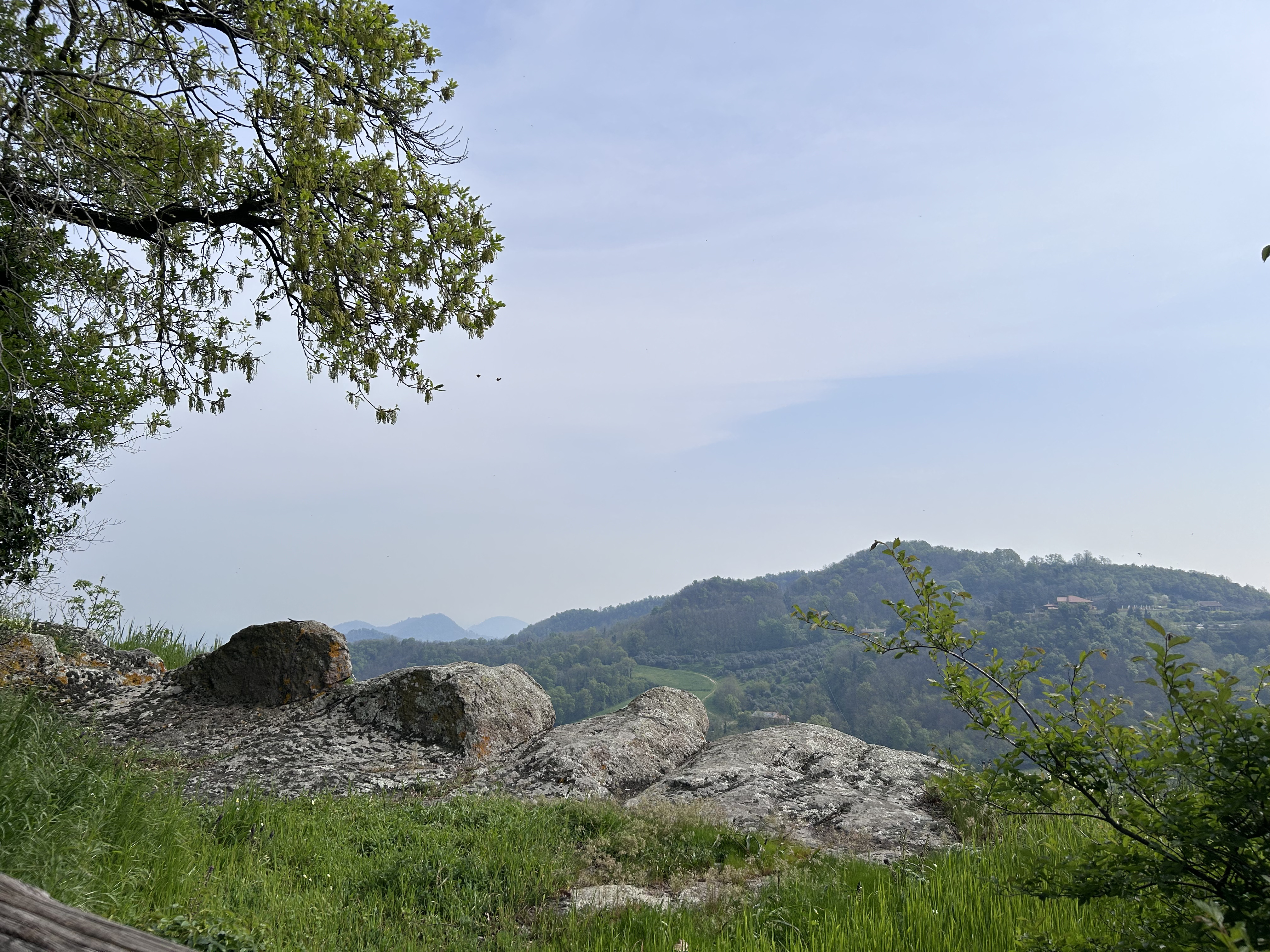
Veduta panoramica dal sito archeologico di Castelnuovo il quale si trova al di sopra di un'altura rocciosa che consente una visuale strategica sui territori sottostanti.

Le origini del centro abitato risalgono all'epoca medievale, quando il borgo si sviluppa attorno a un castello denominato dalle fonti "Castrum novo", dal quale deriva il nome "Castelnuovo". Il castello di Castelnuovo, del quale oggi sopravvivono pochi resti, era un'importante fortificazione posta a difesa del territorio dei Colli Euganei. È proprio in questi territori che tra il IX e il X secolo si assiste ad un'imponente crescita dei centri abitati lungo le rive del fiume Bacchiglione, i primi villaggi sono Rovolon, Teolo e Villa di Teolo. A grandi linee è possibile affermare che le fortificazioni dei Colli Euganei si concentrano prevalentemente in due contesti, quello fluviale con fortezze a difesa del Bacchiglione e quello collinare con castelli posti nelle cime delle alture. Il castello di Castelnuovo fa parte di questo secondo insieme, ovvero di quella linea di fortificazioni erette sulle cime dei colli. Le fonti riportano la presenza di tredici castelli la cui costruzione è con certezza anteriore all'anno 1100 e Castelnuovo è uno di questi. 
Non si sa con certezza l'anno di fondazione del Castrum Novo di Teolo, tuttavia la prima fonte scritta in cui è citato il complesso risale al 1016 e in tale documentazione si precisa che si tratta di una proprietà dei conti di Padova e di Vicenza la quale si trova nel distretto di Monselice. Protagonisti dell'atto sono i conti Uberto e Manfredo, figli del conte Ugo di Vicenza e Padova, che vengono definiti come "abitanti in Castro Novo". L'atto attesta una donazione di beni da parte dei due eredi a favore del monastero veneziano di San Zaccaria. Nel 1079 un altro documento specifica che Castelnuovo si trova sotto la giurisdizione del comitato vicentino.
Durante il Medioevo, il borgo fu conteso tra varie famiglie nobili e signorie, tra i quali i Carraresi di Padova. Nonostante le numerose contese, nel corso dei secoli Castelnuovo di Teolo ha mantenuto la sua importanza strategica dovuta all'ubicazione geografica della fortificazione.
A poche centinaia di metri di distanza dall'altura di Castelnuovo sorge il castello vescovile di Rocca Pendice, proprietà durante l'epoca medievale della famiglia Maltraversi. Un documento del 1161 attesta che è proprietà del vescovo di Padova il quale deve cederlo per un periodo determinato all'imperatore Federico I.

#### Architettura del castello

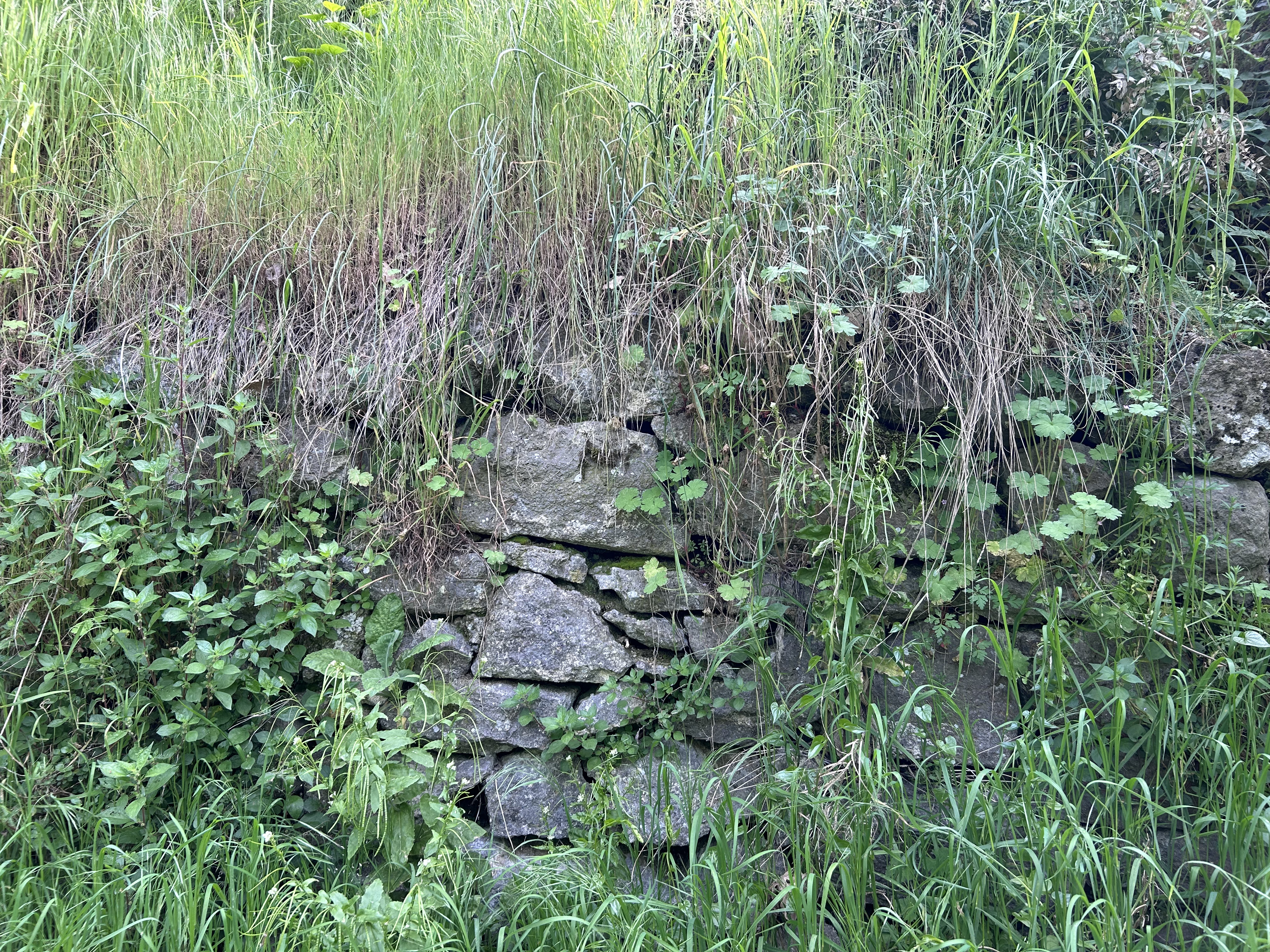
Ruderi del castello di Castelnuovo costituiti da pietre spaccate di cava.

La fortificazione medievale di Castelnuovo non è purtroppo giunta innalzata ai giorni odierni e nemmeno i pochi ruderi attualmente presenti nel sito aiutano a ricostruire idealmente quale dovesse essere stato l'aspetto originario del castello. È possibile tuttavia dedurre, a partire dalle fonti di XI secolo, che il castello presentasse un mastio centrale edificato con pietre spaccate di cava disposte senza seguire la regolarità dei corsi. L'intero complesso si trova sopra un picco roccioso e la sua pianta è irregolare proprio per meglio adattarsi al terreno di edificazione.

### Luoghi di culto

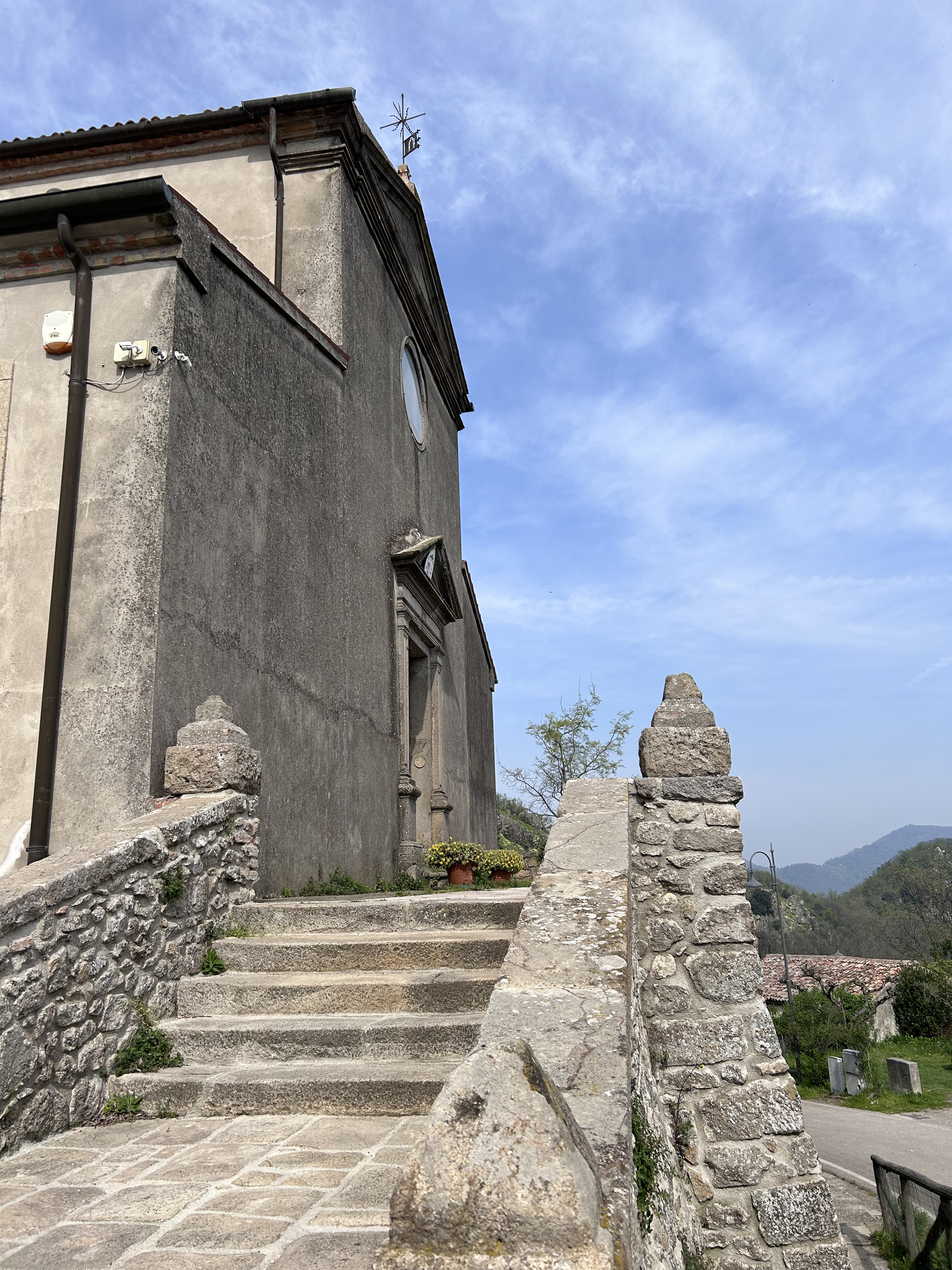
Scalinata d'accesso all'attuale Chiesa di San Biagio edificata nel 1604.

La prima chiesa di cui si hanno notizie presso Castelnuovo è un edificio religioso intitolato a San Biagio, connesso alla struttura del castello ed edificato anch'esso su uno sperone di roccia adiacente alla fortificazione. Della prima chiesa di Castelnuovo oggi non rimane traccia, se non il nome che ha dato all'altura sulla quale sorgeva, sommità rocciosa indicata con il toponimo di San Biagio. Tale chiesa doveva tuttavia esistere ancora nel 1548, ma venne poi trasferita nel 1604 nel luogo in cui si trova tutt'oggi l'attuale chiesa di paese. 
Analizzando la documentazione delle Rationes Decimarum emerge che la chiesa di San Biagio di Castelnuovo dipendeva dalla Pieve di Santa Maria di Boccon. È possibile dedurre tali informazioni dalla documentazione degli anni 1448 e 1449 prodotta dalle visite del vicario generale Nicolò Grassetto alle chiese dei Colli Euganei. Negli anni 1488 e 1489 fu lo stesso vescovo padovano Pietro Barozzi ad eseguire visite e controlli in tali parrocchie, riportando con estrema precisione tutti i dettagli riguardanti l'architettura e l'arredo di tali edifici. 

## Monumenti e luoghi d'interesse

### Siti archeologici

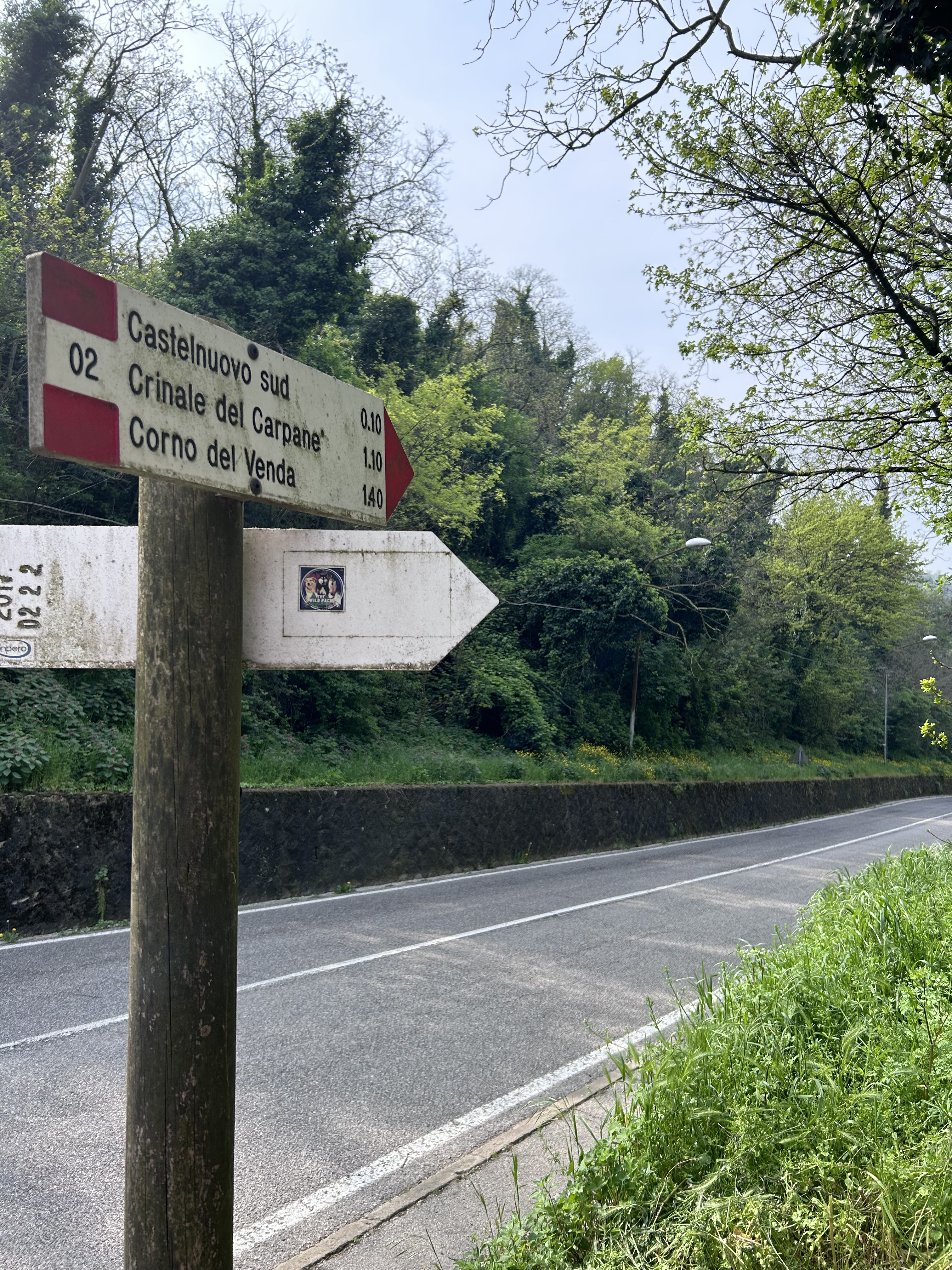
Sentiero naturalistico che conduce al sito archeologico di Castelnuovo di Teolo per poi giungere fino al sito di Rocca Pendice

La fortezza medievale di Castelnuovo è ridotta oggi a pochi ruderi che sono tuttavia visitabili percorrendo un sentiero naturalistico che conduce alla cima del picco roccioso sul quale doveva sorgere il mastio. Seguendo il medesimo percorso è inoltre possibile raggiungere il sito archeologico di Rocca Pendice, non lontano dal sito di Castelnuovo, e del quale sono tuttora visibili delle mura difensive medievali.

### Architetture religiose

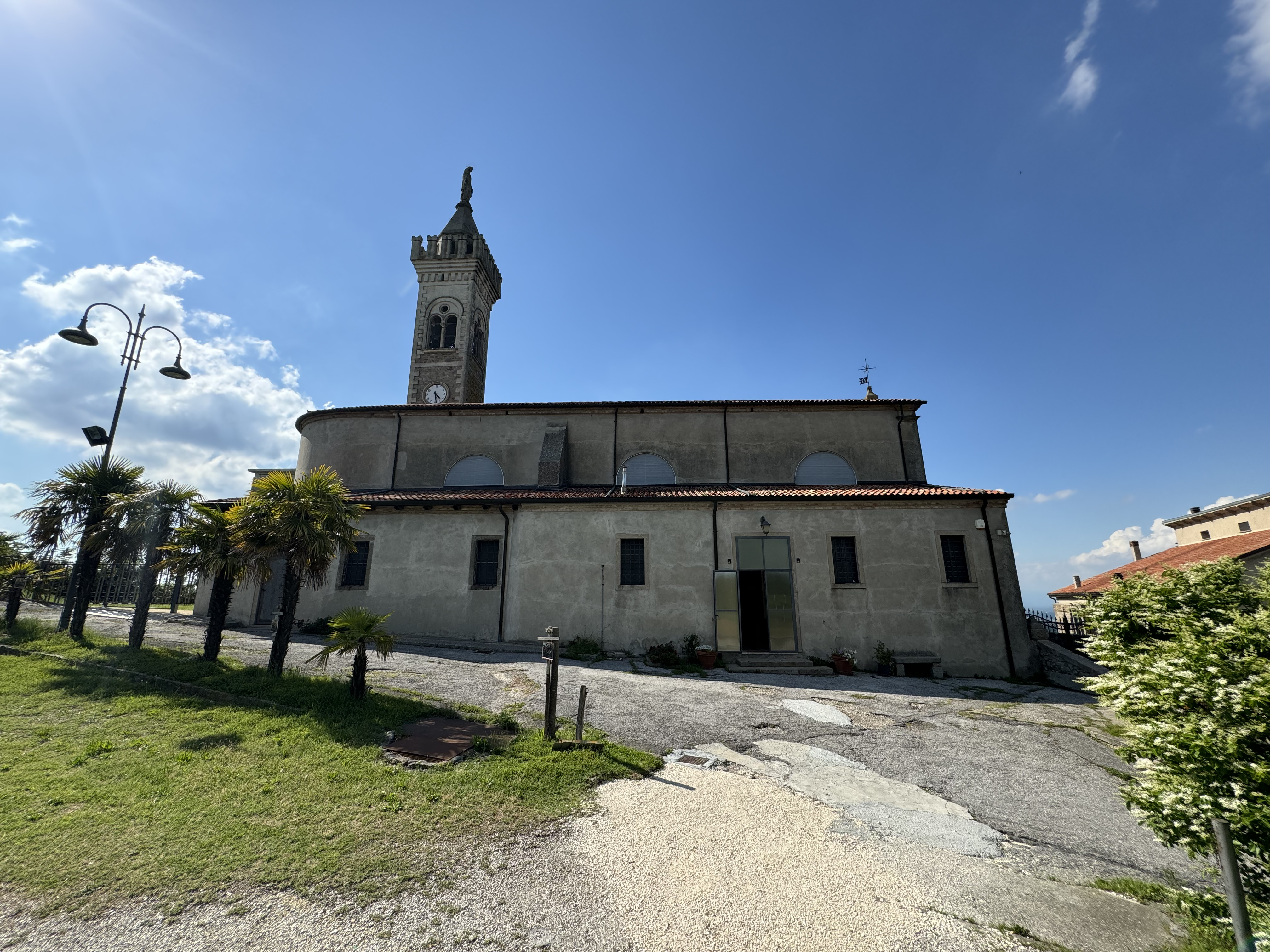
Esterno della chiesa di San Biagio

Chiesa di San BiagioQuesta chiesa parrocchiale è il principale luogo di culto della frazione. Costruita in stile neoclassico, la chiesa è nota per il suo campanile e per gli interni decorati con opere d'arte sacra.
La prima chiesa dedicata a San Biagio era originariamente situata presso il Sasso di San Biagio, uno sperone roccioso dove la famiglia dei Maltraversi aveva costruito un castello per il controllo militare della zona. Nel Duecento, il castello apparteneva ai Da Castelnuovo e la chiesa faceva parte della pieve di Boccon insieme alla chiesa di San Nazario di Cortelà. Tuttavia, la posizione impervia della chiesa la rese scomoda per gli abitanti, e alla fine del Cinquecento fu costruita una nuova chiesa nell’attuale sito, più facilmente raggiungibile.
La chiesa di San Biagio è un imponente edificio di impianto cinquecentesco. Si raggiunge tramite una ripida scalinata ed è costituita da un corpo allungato suddiviso in tre navate. Al suo interno, si trova una tela che rappresenta il Martirio di San Biagio, il patrono della parrocchia. Quest’opera d’arte è stata realizzata da un pittore veneziano del Cinquecento.
Il portale laterale, in trachite, riproduce quello che si trovava nell’antico monastero degli Olivetani sul Monte Venda. Il campanile, con una cella arricchita da bifore e una caratteristica merlatura, rende la chiesa riconoscibile anche in lontananza. Esso fu innalzato all’inizio del XX secolo.

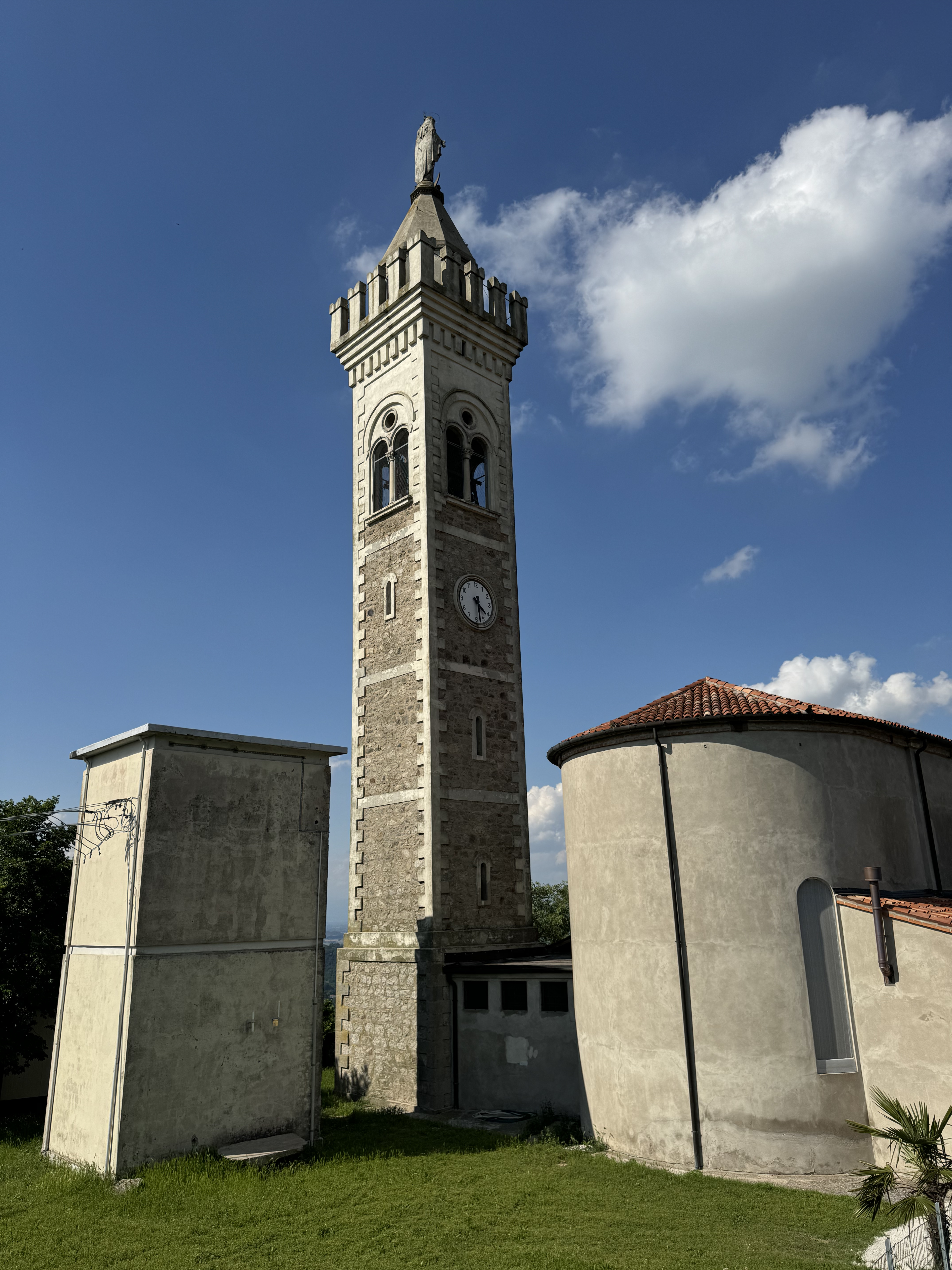
Campanile di chiesa di San Biagio
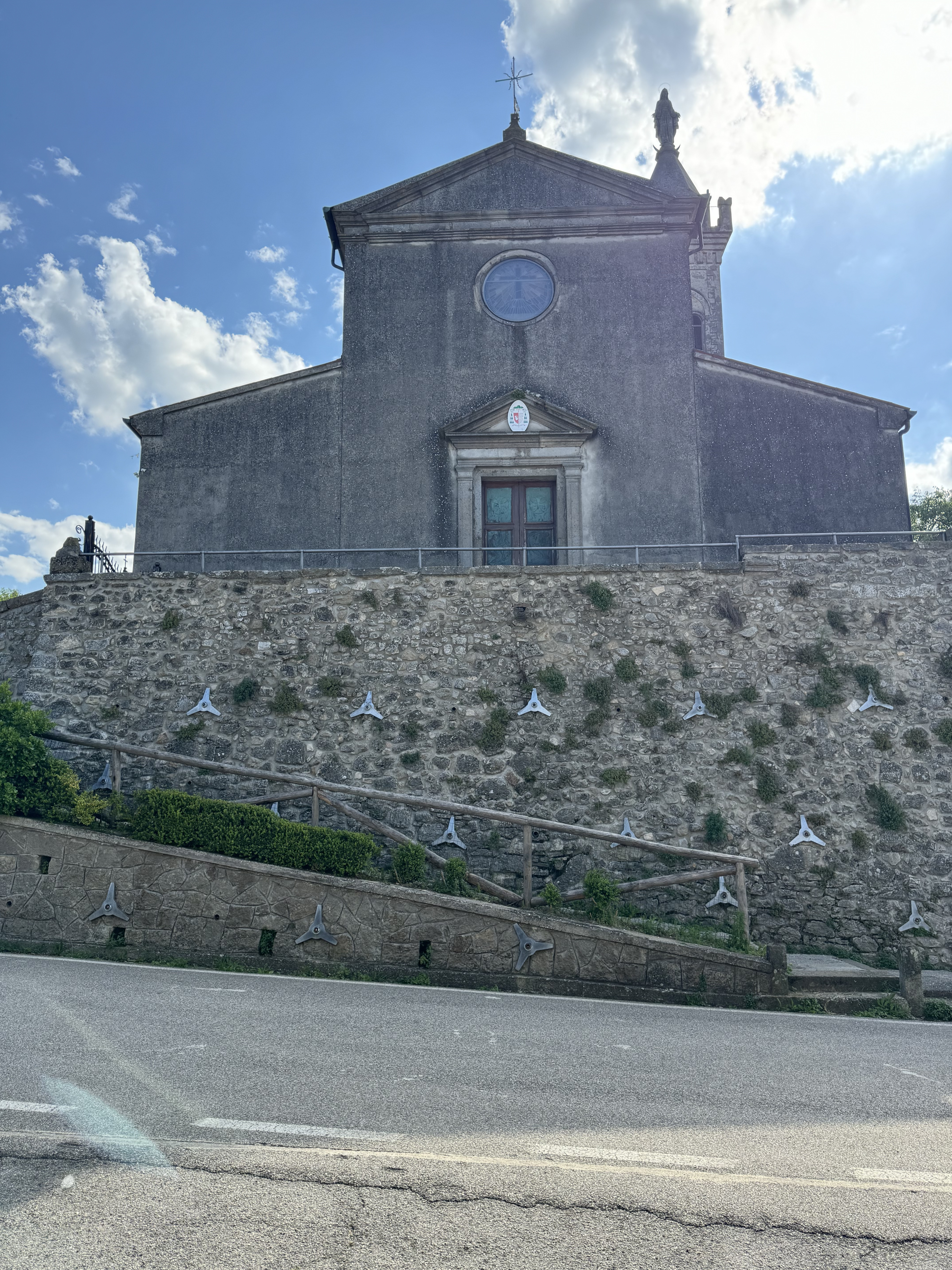
Ingresso vecchio - Chiesa di San Biagio
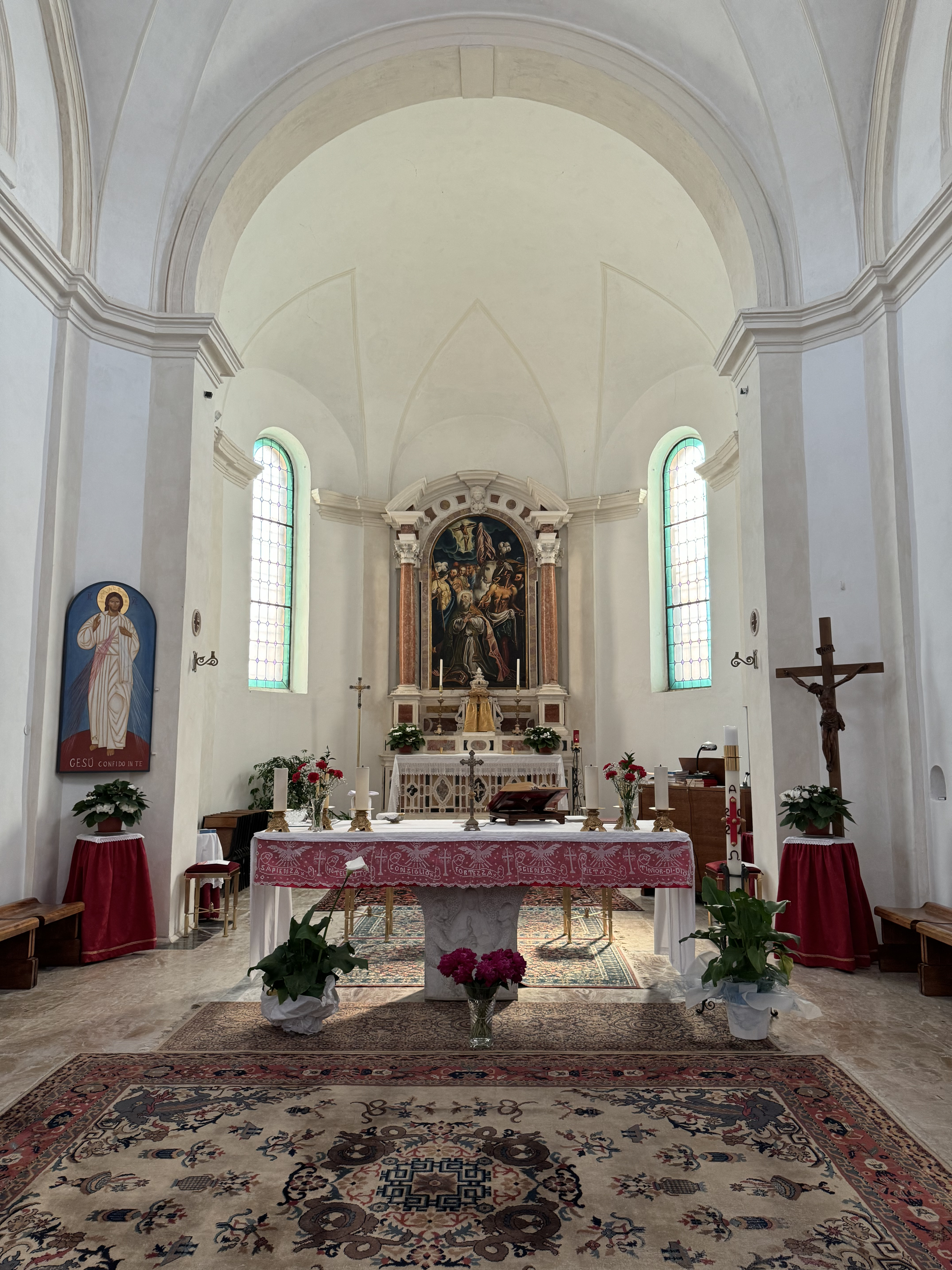
Altare maggiore - Chiesa di San Biagio
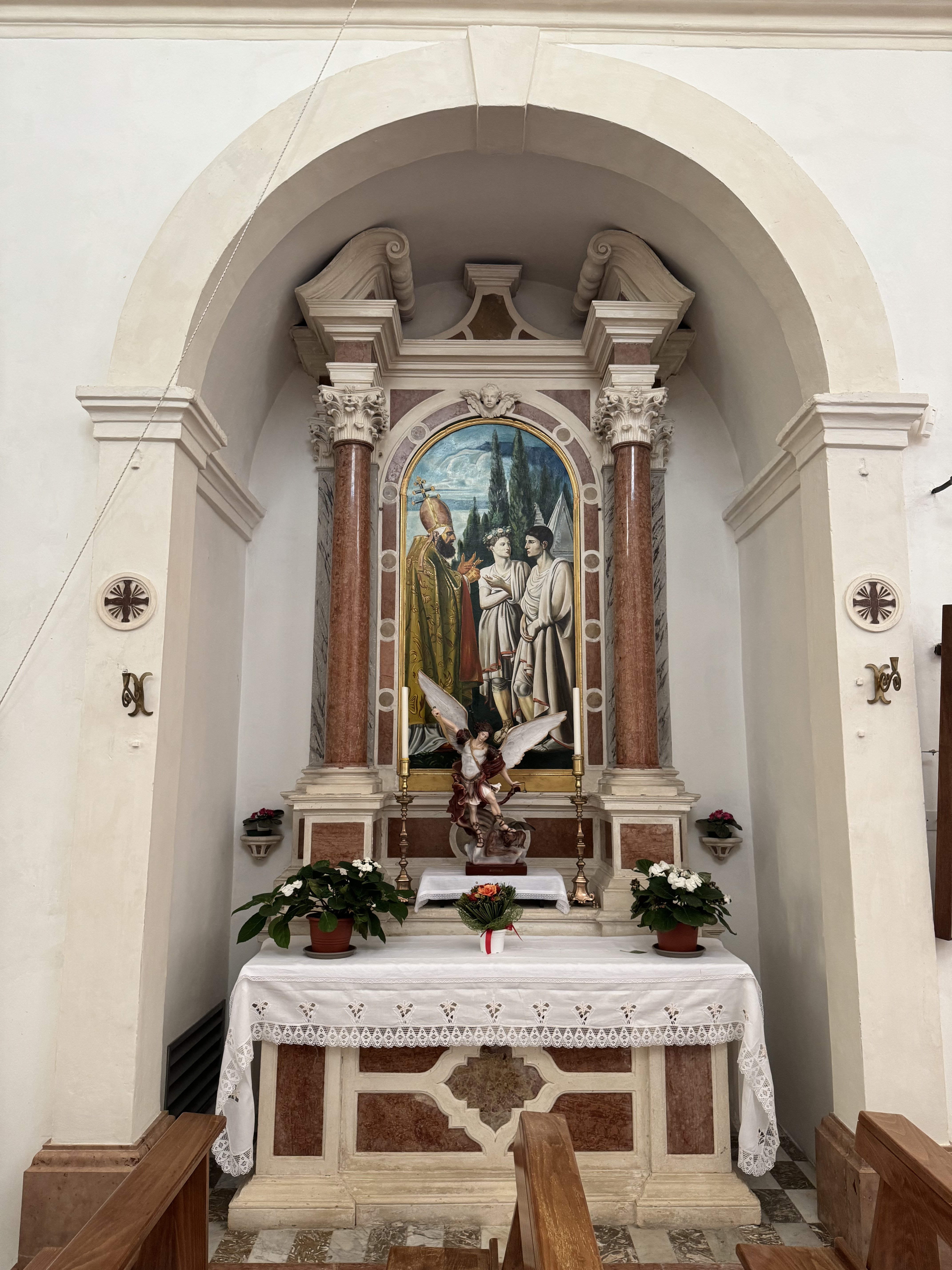
Altare sul lato destra - Chiesa di San Biagio
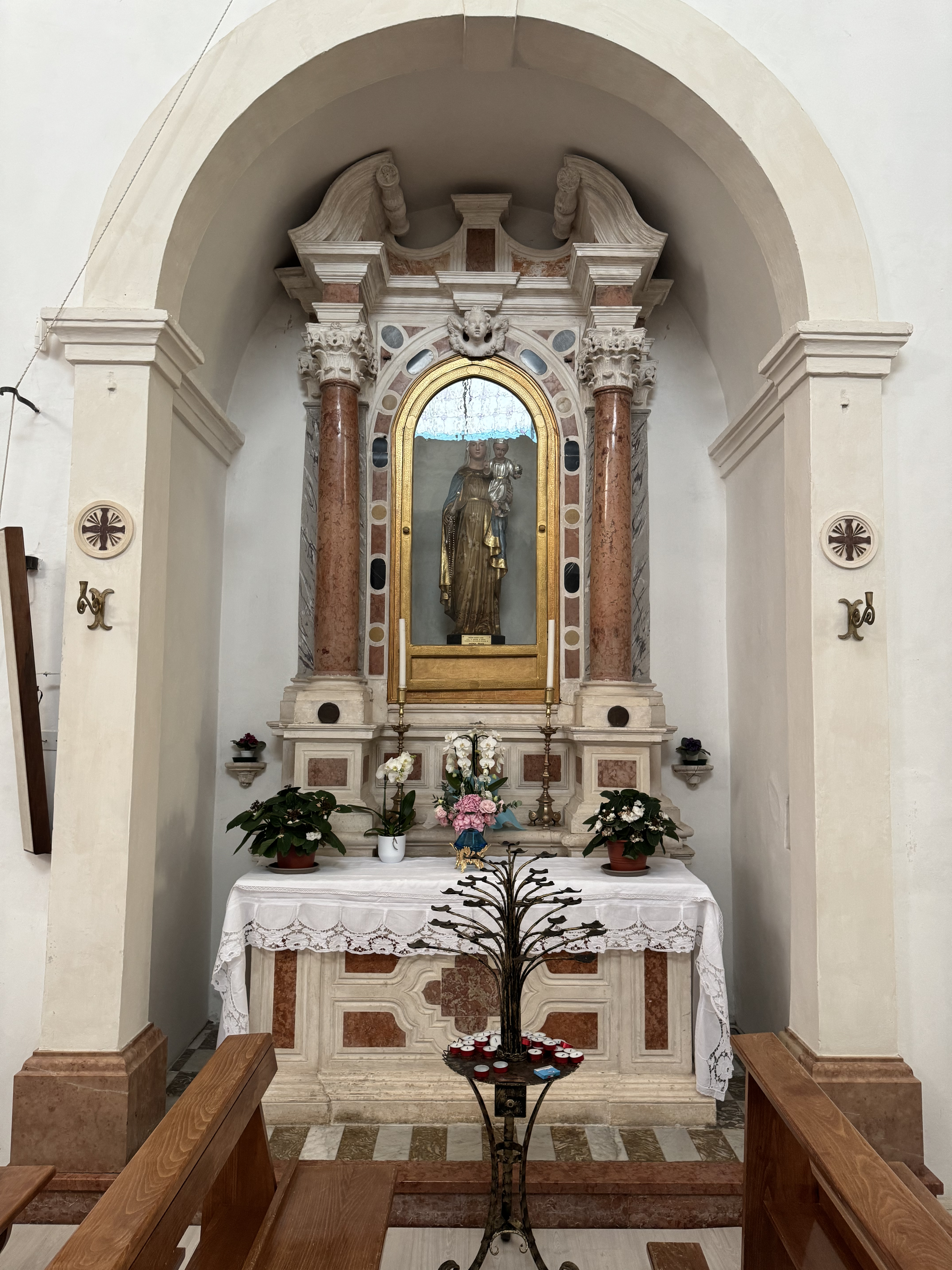
Altare sul lato sinistra - Chiesa di San Biagio

### Aree naturali
Sentieri naturalisticiCastelnuovo di Teolo è un punto di partenza ideale per escursioni a piedi o in bicicletta sui Colli Euganei. Numerosi sentieri permettono di esplorare la flora e la fauna locali, oltre a godere di vedute spettacolari.

## Cultura e tradizioni
La comunità di Castelnuovo di Teolo è profondamente legata alle sue tradizioni agricole e vinicole. Ogni anno si tengono diverse feste e sagre, in cui vengono celebrate le produzioni locali, tra cui il vino, l'olio d'oliva e i prodotti tipici della cucina veneta.

## Economia
L'economia di Castelnuovo di Teolo è prevalentemente basata sull'agricoltura e il turismo. La coltivazione della vite e dell'olivo rappresentano le attività agricole principali, mentre il turismo è incentivato dalla bellezza naturale del luogo e dalla presenza di strutture ricettive come agriturismi e bed & breakfast.

## Infrastrutture e trasporti
Castelnuovo di Teolo è ben collegato con il resto del comune di Teolo e con la città di Padova tramite una rete di strade provinciali. Il trasporto pubblico locale è garantito da autobus che collegano la frazione ai centri abitati vicini.